# Dante Rossi (futbolista)
Dante Carlos Rossi (Guerrico, Pergamino, Buenos Aires, Argentina; 12 de julio de 1987) es un futbolista argentino, nacionalizado sanmarinense, que juega como defensa para el Tropical Coriano de Italia. Es internacional con la selección de San Marino.
Antes de llegar a San Marino, jugó para en las categorías inferiores de Newell's y para los clubes argentinos de Juventud de Pergamino y Atlético Pujato. En 2019 emigró a San Marino, país de origen de su bisabuelo.

## Selección nacional
Hizo su debut con la selección de fútbol de San Marino el 5 de septiembre de 2020 en un partido de Liga de Naciones de la UEFA contra Gibraltar, con un resultado de 1-0 a favor del combinado gibraltareño tras un gol de Graeme Torrilla. Fue parte del equipo que el 5 de septiembre de 2024 logró ganarle a Liechtenstein por la primera fecha de la Liga de Naciones de la UEFA 2024-25, cortando así una sequía de veinte años sin triunfos y logrando también su primera victoria en una competencia oficial para el seleccionado sanmarinense, durante ese encuentro Rossi terminó como capitán del equipo.

## Clubes
| Club                       | País       | Año       | Partidos | Goles |
| -------------------------- | ---------- | --------- | -------- | ----- |
| SS Pennarossa              | San Marino | 2020      | 1        | 0     |
| Chiesanuova F. C. A. S. D. | Italia     | 2020-2021 | 1        | 0     |
| A. P. C. Chions            | Italia     | 2021      | 6        | 0     |
| Cattolica Calcio 1923      | Italia     | 2021      | 0        | 0     |
| Foligno Calcio             | Italia     | 2021-2022 | 21       | 1     |
| Tropical Coriano           | Italia     | 2022-     | 51       | 4     |